# Nomia scutellaris
Nomia scutellaris är en biart som beskrevs av Henri Saussure 1890. Nomia scutellaris ingår i släktet Nomia och familjen vägbin. Inga underarter finns listade i Catalogue of Life.